# Itala Bogdanović
Itala Bogdanović (Zadar, 9. listopada 1874. — Zadar, 13. siječnja 1945.), hrvatska slikarica i književnica.

## Životopis
Njezine sestre, Antonietta i Terezija, također su bile slikarice.
Studirala je slikarstvo kod domaćih učitelja. Nakon toga studira tri godine u Rimu na „Accademia delle Belle Arti” kod Ettora Ferrarija.
Godine 1904. priredila je izložbe u Mlecima i Zadru. Godine 1909. dobila je potrebno odobrenje za otvaranje slikarske i crtačke škole u Zadru.
Bavila se i spisateljskim radom. U rukopisnoj književnoj ostavštini ostali su: „Pasqua di rose” (drama, 1915.), „Donne illustri” (životopisi, 1917.), zbirka pjesama (1921.), „Ricordi autobiografici” (autobriografija, do 1929.) te više od dvjesto pisama.

### Knjige
- Katić, Mirisa. 2019. Uloga žena u kulturnom životu Zadra u 19. i u prva dva desetljeća 20. stoljeća. Zadar. Inačica izvorne stranice arhivirana 17. lipnja 2023. Pristupljeno 17. lipnja 2023.

### Članci
- Balić-Nižić, Nedjeljka. 2005. Hrvatice u biografskom rječniku "Donne illustri" zadranke Itale Bogdanović (1874.-1945.). Croatica et Slavica Iadertina. Sveučilište u Zadru. Zadar. 1 (1): 251–266
- Galić, Pavao. 1989. BOGDANOVIĆ, Itala (Bogdanovich). Hrvatski biografski leksikon. Zagreb.  journal zahtijeva |journal= (pomoć)